# Passalotis
Passalotis é um gênero de traça pertencente à família Cosmopterigidae.